# 五童鄉
五童鄉，是四川省鄰水縣下轄的一個鄉鎮級行政單位。

## 沿革[1]
- 1953年9月4日，第八區(豐禾區)公所從豐禾鄉划出一部分，增建五童鄉人民政府。1956年1月16日，五童鄉併入豐禾鄉，五童鄉人民政府撤銷。